# Газган
Газган (узб. Gʻozgʻon / Ғозғон) — город (с 2019) областного подчинения Навоийской области, Узбекистан.

## История
Возник в 1930-е годы при мраморном месторождении. Статус посёлка городского типа — с 1975 года, города — с 2019 года.

## География
Город расположен вблизи одноимённого древнего кургана, в 76 км от железнодорожной станции Навои (узел линий на Бухару, Самарканд и Учкудук). Известен как местность, богатая мрамором и каменотесов.
Рядом с посёлком расположено Газганское месторождение мрамора. Газганский мрамор уникален по своим декоративным свойствам и использовался для оформления Большого театра им. Алишера Навои в Ташкенте и станций Московского метрополитена.

## Население
| 1979 | 1989 | 2019  | 2021 |
| ---- | ---- | ----- | ---- |
| 3432 | 4728 | 12453 | 8800 |